# Parelectra exaggerata
Parelectra exaggerata är en fjärilsart som beskrevs av William Schaus 1914. Parelectra exaggerata ingår i släktet Parelectra och familjen nattflyn. Inga underarter finns listade i Catalogue of Life.